# Philadelphia Open
Het Philadelphia Open is een jaarlijks golfkampioenschap in Philadelphia.
De eerste editie was in 1903. Het kampioenschap wordt gespeeld op banen in Pennsylvania, New Jersey en Delaware. Van 1916-1937 telde het toernooi bijna ieder jaar mee voor de Amerikaanse PGA Tour. De organisatie is in handen van de Golf Association of Philadelphia (GAP). Het toernooi bestaat uit twee ronden van 18 holes, die op dezelfde dag worden gespeeld.

## Formule
De formule is enkele keren gewijzigd. In 1903 werden 72 holes strokeplay gespeeld op de Philadelphia Cricket Club. In 1904 werd de formule veranderd in matchplay. Na 1909 ging de formule terug naar strokeplay, eerst over 36 holes, in 1913 over 72 holes en sinds 1940 weer over 72 holes.
De play-offs werden vroeger over 18 holes gespeeld, sinds 2006 over vier holes. Als de spelers dan nog gelijk staan, volgt een sudden-death play-off, zoals in 2010.

## Winnaars
| Strokeplay, 72 holes - 1903: Jack Campbell Matchplay - 1904: Jack Campbell - 1905: James Campbell - 1906: Donald Ball - 1907: James Campbell - 1908: Jack Campbell - 1909: Gilbert Nicholls Strokeplay, 36 holes - 1910: John McDermott - 1911: John McDermott - 1912: Gilbert Nicholls po Strokeplay, 72 holes - 1913: John McDermott - 1914: Tom McNamara - 1915: Tom McNamara - 1916: James Fraser - 1917: Jim Barnes - 1918: Pat Doyle & Arthur Reid (tie) - 1919: Emmet French - 1920: Frank T. MacNamara - 1921: Willie Macfarlane - 1922: Charles Hoffner - 1923: Clarence Hackney - 1924: Joe Kirkwood sr. - 1925: Johnny Farrell - 1926: Emmet French - 1927: Johnny Farrell - 1928: Tommy Armour - 1929: Ed Dudley - 1930: Clarence Hackney - 1931: Clarence Hackney - 1932: George E. Griffin sr. - 1933: Ed Dudley - 1934: Herman Barron - 1935: Ted Turner - 1936: Ed Dudley po - 1937: Leonard Dodson po | - 1938: Ted Turner - 1939: Sammy Byrd Strokeplay, 36 holes - 1940: Ed Dudley - 1941: Terl Johnson - 1942: Bud Lewis - 1943: niet gespeeld - 1944: Joe Zarhardt - 1945: niet gespeeld - 1946: Matt Kowal - 1947: Gene Kunes - 1948: James B. McHale jr. (Am) - 1949: George Fazio - 1950: Bud Lewis - 1951: Henry Williams jr. - 1952: George Fazio - 1953: George Griffin jr. - 1954: Ralph Hutchison - 1955: Henry Williams jr. po - 1956: George Fazio - 1957: Jerry Pisano - 1958: George Fazio - 1959: George Fazio - 1960: Skee Riegel - 1961: Dick Sleichter - 1962: Jerry Pisano - 1963: Al Besselink po - 1964: Pat Schwab - 1965: Jerry Pisano po - 1966: Al Besselink - 1967: John Kennedy - 1968: Bill Hyndman (Am) - 1969: Bill Hyndman (Am) - 1970: Dick Smith - 1971: Ted McKenzie - 1972: Dick Hendrickson - 1973: Dick Hendrickson - 1974: Joseph F. Data po - 1975: Jay Sigel - 1976: Tim DeBaufre | - 1977: Jay Sigel (Am) - 1978: Jay Sigel (Am) - 1979: Jack Connelly - 1980: Jay Sigel - 1981: Dick Hendrickson - 1982: Harold Perry - 1983: Ed Dougherty - 1984: Frank Dobbs - 1985: Jim Masserio - 1986: Jay Sigel (Am) - 1987: Jay Sigel (Am) - 1988: Jim Masserio - 1989: Pete Oakley - 1990: Pete Oakley - 1991: Frank Dobbs - 1992: Frank Dobbs po - 1993: Gene Feiger - 1994: Stu Ingraham po - 1995: Gene Feiger - 1996: Jim Booros - 1997: Michael Brown (Am) - 1998: Jason Lamp - 1999: Rick Osberg - 2000: Brian Kelly - 2001: Terry Hertzog - 2002: John Appleget po (+4) (Am) - 2003: Brian Kelly (+3) - 2004: Chris Lange (+1) (Am) - 2005: Graham Dendler - 2006: Dave Quinn po - 2007: Mark Miller (Am) (par) - 2008: Greg Pieczynski - 2009: Rich Steinmetz - 2010: Michael R. Brown po (Am) - 2011: Andrew Mason (Am) - 2012: Andrew Mason (Am) - 2013: Brandon Matthews po (Am) |

## Extra info
In 1906 werd het Open gewonnen door Donald Ball. Hij was de pro van de Philadelphia Cricket Club
In 1934 won Herman Barron, die acht jaar later de eerste Joodse winnaar op de PGA Tour werd.
In 2002 keerde het toernooi terug naar Pine Valley GC, voor het eerst sinds 1941.  John Appleget won de 18-holes play-off van John DiMarco, en verdiende US$ 7.035.
In 2004 werd de 100ste editie gespeeld. Kim Verrecchio deed ook mee, de eerste vrouwelijke deelnemer ooit. Ze moest op dezelfde tee afslaan als de heren.
In 2007 won de 21-jarige amateur Mark Miller, lid van de Yardley Country Club  en student aan de Bucks County Community College op de Merion Golf Club. Het prijzengeld ging naar de beste pro, Mark Sheftic.
In 2011 en 2012 werd het Open tweemaal door dezelfde amateur gewonnen, Andrew Mason van de Huntingdon Valley Country Club. Hij was in de geschiedenis van het Open de 8ste amateur-winnaar.
In 2013 werd het toernooi weer door een amateur gewonnen. Brandon Matthews speelde op zijn thuisbaan, Huntingdon Valley, en maakte een eerste ronde van 65. Na deze overwinning leidt hij de puntenlijst die aan het einde van het seizoen beslist wie de GAP Speler van het Jaar wordt.
84 Lumber Classic ·
500 Festival Open Invitation ·
Agua Caliente Open ·
Air Canada Championship ·
Alameda County Open ·
Alcan Open ·
All American Open ·
Almaden Open ·
American Golf Classic ·
Ardmore Open ·
Arlington Hotel Open ·
AT&T Classic ·
Atlanta Open ·
Azalea Open Invitational ·
B.C. Open ·
Bahama's Open ·
Bakersfield Open Invitational ·
Baton Rouge Open Invitational ·
Beaumont Open Invitational ·
Blue Ribbon Open ·
Booz Allen Classic ·
Buick Challenge ·
Buick Open ·
Cajun Classic Open Invitational ·
California State Open ·
Carling World Open ·
Centel Classic ·
Chattanooga Classic ·
Cleveland Open ·
Connecticut Open ·
Coral Gables Open Invitational ·
Coral Springs Open Invitational ·
CVS Charity Classic ·
Dallas Open ·
Danny Thomas-Diplomat Classic ·
Dapper Dan Open ·
De Soto Open Invitational ·
Denver Open Invitational ·
Doral Open ·
Dow Jones Open Invitational ·
Durham Open ·
Eastern Open ·
El Paso Open ·
Empire State Open ·
Esmeralda Open ·
Fig Garden Village Open Invitational ·
Florida Open ·
Fort Wayne Open ·
Frank Sinatra Open Invitational ·
Gasparilla Open ·
Gatlin Brothers-Southwest Golf Classic ·
Ginn sur Mer Classic ·
Chicago Open ·
Glens Falls Open ·
Golden Gate Championship ·
Goodall Palm Beach Round Robin ·
Greater St. Louis Golf Classic ·
Gulfport Open ·
Haig Open Invitational ·
Hale America National Open Golf Tournament ·
Hall of Fame Golf Classic ·
Hershey Open ·
Hesperia Open Invitational ·
Houston Open ·
Indian Ridge Hospital Open Invitational ·
Inverness Invitational Four-Ball ·
Jacksonville Open ·
Kansas City Open ·
Kentucky Derby Open ·
Knoxville Invitational ·
La Gorce Open ·
Labatt Open ·
Liggett & Myers Open ·
Long Beach Open ·
Long Island Open ·
Lucky International Open ·
Maryland Open ·
Massachusetts Open ·
Mayfair Inn Open ·
Memphis Invitational ·
Metropolitan Open ·
Metropolitan PGA Championship ·
Miami Beach Open ·
Miami International Four-Ball ·
Miami Open ·
Michelob Championship at Kingsmill ·
Michigan Golf Classic ·
Milwaukee Open Invitational ·
Milwaukee Open ·
Mobile Sertoma Open Invitational ·
Motor City Open ·
Mountain View Open ·
National Airlines Open Invitational ·
National Celebrities Open ·
National Team Championship ·
New Jersey PGA Championship ·
New Jersey State Open ·
New York State Open ·
North and South Open ·
Northern California Open ·
Oakland Open ·
Ohio Kings Island Open ·
Ohio Open ·
Oklahoma City Open Invitational ·
Oklahoma Open ·
Ontario Open ·
Orange County Open Invitational ·
Oregon Open ·
Pasadena Open ·
Pennsylvania Open Championship ·
Pensacola Open ·
Pepsi Championship ·
Philadelphia Daily News Open ·
Philadelphia Golf Classic ·
Philadelphia Inquirer Open ·
Philadelphia Open ·
Portland Open Invitational ·
Reading Open ·
Rebel Yell Open ·
Rio Grande Valley Open ·
Robinson Open ·
Rubber City Open Invitational ·
Sacramento Open ·
Sahara Invitational ·
Seattle Open Invitational ·
Sioux City Open ·
Southern (Spring) Open ·
St. Paul Open ·
St. Petersburg Open Invitational ·
Sunset-Camellia Open Invitational ·
Sunshine Open Invitational ·
Tacoma Open ·
The International ·
Thomasville Open ·
Thunderbird Classic ·
Thunderbird Invitational ·
Tournament of the Gardens Open ·
Tucson Open ·
Turning Stone Resort Championship ·
US Bank Championship in Milwaukee ·
US Professional Match Play Championship ·
Utah Open ·
Virginia Beach Open ·
Virginia Open ·
Waco Turner Open ·
Walt Disney World Golf Classic ·
West End Classic ·
West Palm Beach Open Invitational ·
Westchester Open ·
Western Open ·
White Sulphur Springs Open ·
Wisconsin State Open ·
World Championship of Golf ·
Yorba Linda Open Invitational